# Gaillard
Gaillard é uma comuna francesa na região administrativa de Auvérnia-Ródano-Alpes, no departamento da Alta Saboia. Estende-se por uma área de 4.02 km². Em 2010 a comuna tinha 10 539 habitantes (densidade: 2 621,6 hab./km²).